# Zephlebia nebulosa
Zephlebia nebulosa är en dagsländeart som beskrevs av Towns och Peters 1996. Zephlebia nebulosa ingår i släktet Zephlebia och familjen starrdagsländor. Inga underarter finns listade i Catalogue of Life.